# アーサー・ウィリアムス
アーサー・ウィリアムス（Arthur Williams、1964年11月12日 - ）は、アメリカ合衆国の男性プロボクサー。元IBF世界クルーザー級王者。日本のK-1にも参戦した。

## 来歴

### プロボクシング
1989年11月30日、プロデビュー。
1994年3月4日、WBA世界クルーザー級王者オーリン・ノリス（アメリカ合衆国|アメリカ）に挑戦し、1-2の判定負けで王座獲得ならず。
1994年7月2日、オーリン・ノリスとダイレクトリマッチで対戦し、3回TKO負けで王座獲得ならず。
1995年5月23日、後の世界ヘビー級王者クリス・バード（アメリカ）と再戦し、1-2の判定負け。
1997年2月22日、USBA全米クルーザー級王座決定戦でリック・ルーファス（アメリカ）と対戦し、4回TKO勝ちで王座を獲得した。同王座は2度の防衛に成功した。
1998年10月30日、IBF世界クルーザー級王者イマム・メイフィールド（アメリカ）に挑戦し、9回TKO勝ちで王座を獲得した。
1999年6月5日、初防衛戦でワシリー・ジロフ（カザフスタン）と対戦し、7回TKO負けで王座から陥落した。

### K-1
2004年6月6日、K-1でアレクセイ・イグナショフと対戦するが、ローキックにまったく対応できず1回KO負け。この試合でウィリアムスはK-1史上初めてシューズ着用でリングに上がった。

## 戦績

### プロボクシング
| プロボクシング 戦績 | プロボクシング 戦績 | プロボクシング 戦績 | プロボクシング 戦績 | プロボクシング 戦績 | プロボクシング 戦績 | プロボクシング 戦績 |
| ------------------- | ------------------- | ------------------- | ------------------- | ------------------- | ------------------- | ------------------- |
| 62 試合             | (T)KO               | 判定                | その他              | 引き分け            | 無効試合            |                     |
| 46 勝               | 30                  |                     |                     | 1                   | 0                   |                     |
| 15 敗               | 8                   |                     |                     | 1                   | 0                   |                     |

### プロキックボクシング
| キックボクシング 戦績 | キックボクシング 戦績 | キックボクシング 戦績 | キックボクシング 戦績 | キックボクシング 戦績 | キックボクシング 戦績 | キックボクシング 戦績 |
| --------------------- | --------------------- | --------------------- | --------------------- | --------------------- | --------------------- | --------------------- |
| 1 試合                | (T)KO                 | 判定                  | その他                | 引き分け              | 無効試合              |                       |
| 0 勝                  | 0                     | 0                     | 0                     | 0                     | 0                     |                       |
| 1 敗                  | 1                     | 0                     | 0                     | 0                     | 0                     |                       |

| 勝敗 | 対戦相手                 | 試合結果                   | 大会名                      | 開催年月日   |
| ×    | アレクセイ・イグナショフ | 1R 1:48 KO（右ローキック） | K-1 WORLD GP 2004 in NAGOYA | 2004年6月6日 |

## 獲得タイトル
- NABF北米クルーザー級王座
- USBA全米クルーザー級王座
- IBF世界クルーザー級王座